# Jacques Caffieri
Jacques Caffieri (Parigi, 25 agosto 1678 – Parigi, 23 novembre 1755) è stato un ebanista e scultore francese di origine italiana.

## Biografia
Jacques Caffieri fu nipote di Daniele, capostipite della famiglia di origine napoletana che trasferitasi in Francia ebbe una parte preponderante nello svolgimento dell'arte decorativa dal XVII secolo al XVIII secolo.
Suo padre fu Filippo Caffieri che, dopo aver servito papa Alessandro VII, fu portato in Francia dal cardinal Giulio Mazzarino, ed entrò al servizio del re Luigi XIV di Francia intorno al 1660.
Jacques si dimostrò un bronzista di grande bravura,divenendo un maestro dello stile rococò, che ha riscattato dalla banalità con la sua gestione vigorosa e spontanea di motivi di pergamena e altri elementi decorativi.
Decorò con applicazioni di metallo mobili, caminetti e orologi (è autore tra l'altro della commode della Wallace Collection a Londra, del bureau della collezione Metternich di Vienna, dell'orologio della camera del Delfino a Versailles), eseguì cornici e candelabri, busti e ritratti di bronzo (Zeffiro e Flora a Versailles; I baroni Bezenval nella collezione Broglie di Parigi).
Collaborò con lui il figlio Philippe che alla morte del padre adottò uno stile più lineare e puro.
Un altro suo figlio, Jean-Jacques, diventò uno dei maggiori scultori del XVIII secolo in Francia.

Jacques Caffieri
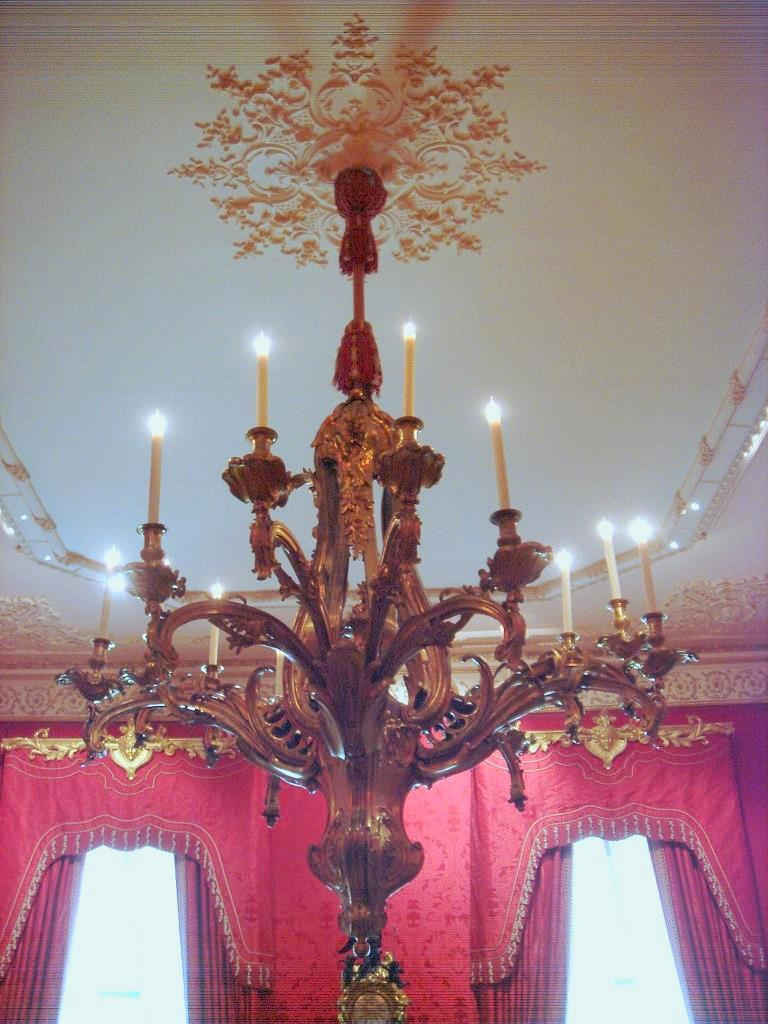
Candelabro, bronzo dorato e ferro battuto, 1751, Wallace Collection
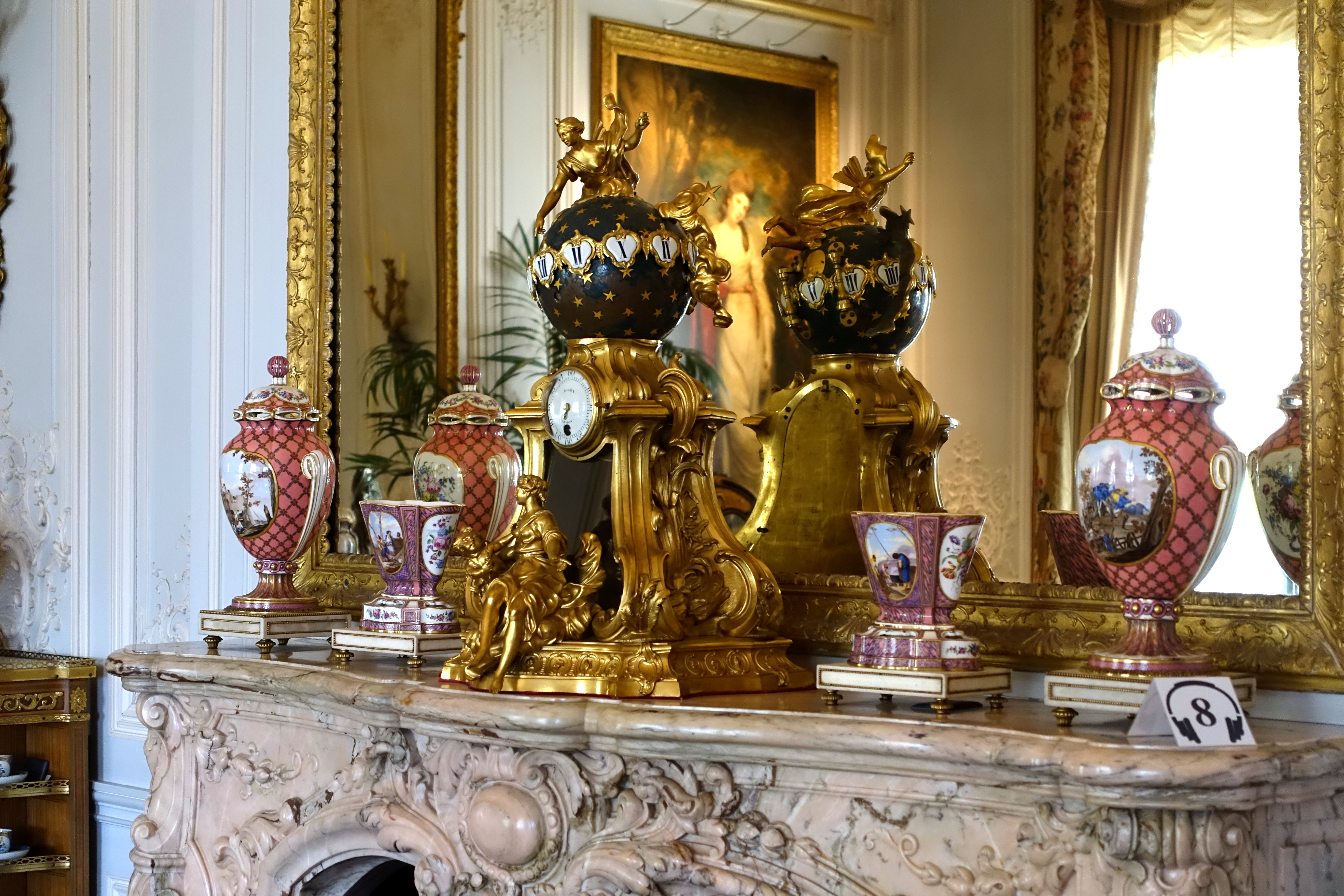
Orologio, 1748-1749
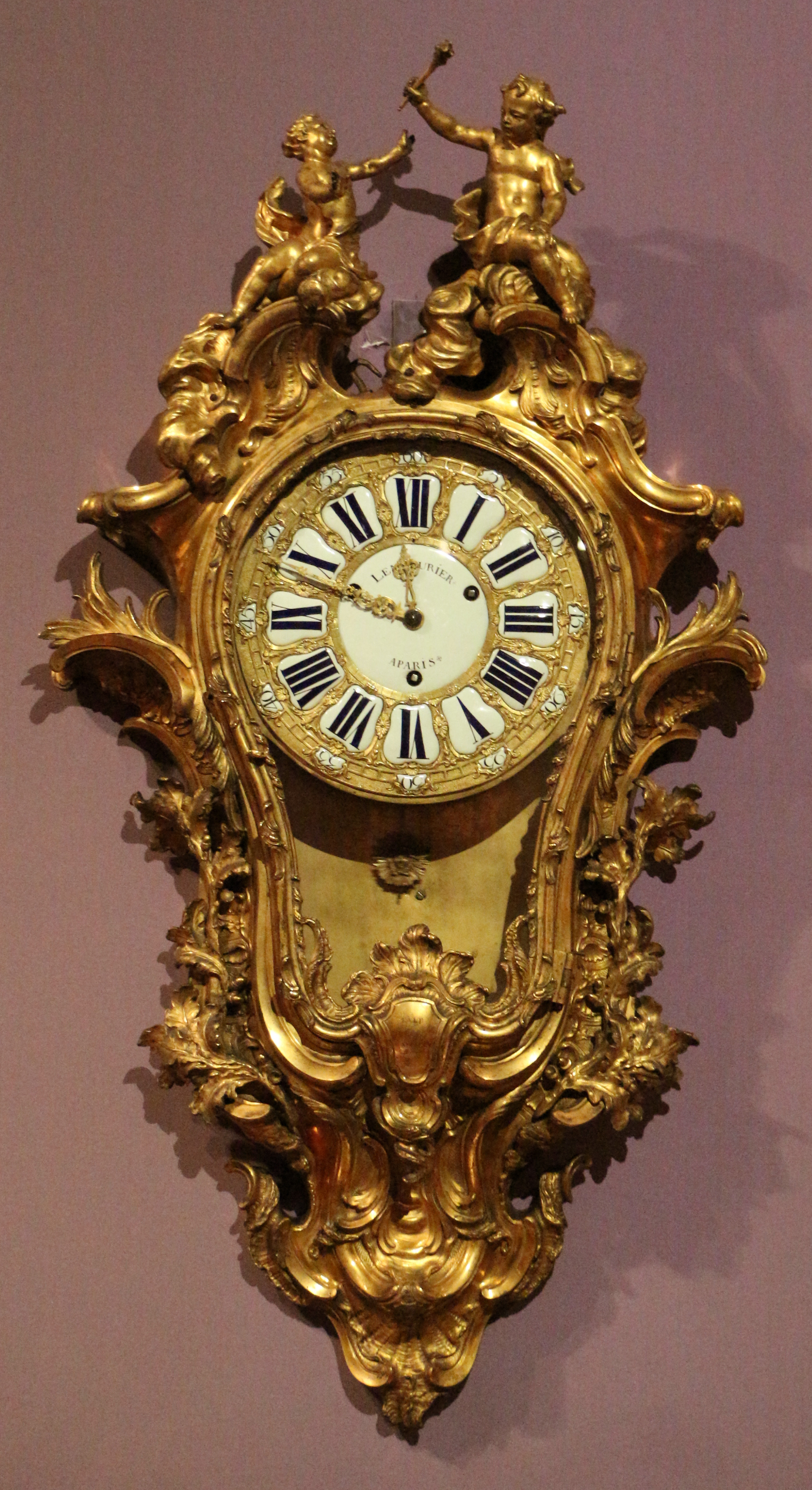
Orologio da parete, 1750 circa
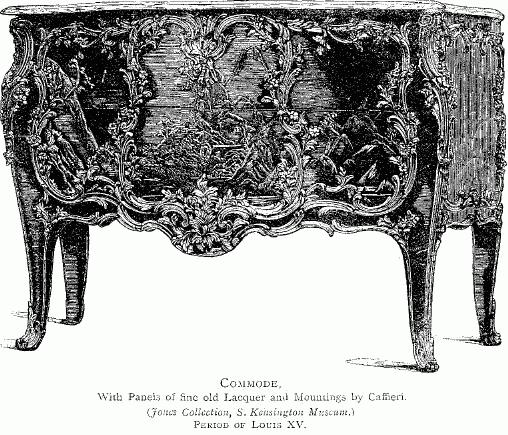
Comò con pannelli di raffinata lacca antica e tumuli di Caffieri, Jones Collection, S. Kensington Museum